# جزيرة العمال (العبيد)

تعديل مصدري - تعديل

جزيرة العمال  هي أحد جزر اليمن وتقسم إدارياً كأحد أحياء مديرية خور مكسر بمحافظة عدن، يبلغ عدد سكانها 490 نسمة .